# Colombe-lès-Vesoul
Colombe-lès-Vesoul ist eine Gemeinde im französischen Département Haute-Saône in der Region Bourgogne-Franche-Comté.

## Geographie
Colombe-lès-Vesoul liegt auf einer Höhe von 260 m über dem Meeresspiegel, etwa vier Kilometer östlich der Stadt Vesoul (Luftlinie). Das Dorf erstreckt sich im zentralen Teil des Départements, am östlichen Rand des Beckens von Vesoul, auf einer Geländeterrasse südlich des Taleinschnitts der Colombine, am Westrand der Hochfläche des Bois de Noroy.
Die Fläche des 7,94 km² großen Gemeindegebiets umfasst einen Abschnitt im Bereich des Beckens von Vesoul. Der Hauptteil des Gebietes wird von einer weiten Senke eingenommen, die sich in Richtung Nordwest-Südost erstreckt. Sie weist eine Breite von maximal drei Kilometern auf und liegt durchschnittlich auf 250 m. In diese weite Mulde sind die Täler der Colombine und eines vorzeitlichen Flusses (heute Trockental) rund 30 m eingesenkt. Die Colombine markiert die nördliche Grenze. Sie fließt in einem Taleinschnitt in einer rund 100 m breiten, flachen Niederung und sorgt für die Entwässerung nach Westen zum Durgeon.
Von der Colombine erstreckt sich das Gemeindeareal nach Süden auf das Plateau von Colombe und nach Osten auf die Hochfläche des Bois Camet und des Bois de Noroy. Mit 351 m wird am Rand des Bois Camet die höchste Erhebung von Colombe-lès-Vesoul erreicht. Das Plateau wie auch die Hochfläche werden überwiegend landwirtschaftlich genutzt, während die steileren Hänge waldbedeckt sind.
In strukturgeologischer Hinsicht ist das Gebiet um Colombe-lès-Vesoul kompliziert aufgebaut. Während am unteren Hang im Bereich der Colombine kalkige und sandig-mergelige Sedimente der unteren Jurazeit (Lias) hervortreten, bestehen das Plateau und die angrenzenden Höhenzüge aus Kalkgestein der mittleren Jurazeit. Das Gebiet wird von zahlreichen in Südwest-Nordost-Richtung verlaufenden Verwerfungen durchzogen. Der Untergrund ist verkarstet. Einziges nennenswertes oberirdisches Fließgewässer ist die Colombine.
Zu Colombe-lès-Vesoul gehört die Ortschaft Essernay (300 m) am Westhang der Höhen des Bois de Noroy. Nachbargemeinden von Colombe-lès-Vesoul sind Frotey-lès-Vesoul im Norden, Dampvalley-lès-Colombe und Noroy-le-Bourg im Osten, Villers-le-Sec im Süden sowie Quincey im Westen.

## Geschichte
Das Gebiet von Colombe war bereits in vorgeschichtlicher Zeit besiedelt, wovon der Dolmen La Pierre-qui-vire zeugt. Erstmals urkundlich erwähnt wird die Ortschaft im Jahr 1238. Die Pfarrei ist seit 1282 belegt. Im Mittelalter gehörte Colombe zur Freigrafschaft Burgund und darin zum Gebiet des Bailliage d’Amont. Die lokale Herrschaft hatte der Vicomte von Vesoul inne, bevor Colombe an die Kastellanei Faucogney überging. Zusammen mit der Franche-Comté gelangte das Dorf mit dem Frieden von Nimwegen 1678 definitiv an Frankreich. Seit der Zeit der Französischen Revolution bilden Colombe und Essernay zusammen eine Gemeinde. Heute ist Colombe-lès-Vesoul Mitglied des Gemeindeverbandes Triangle Vert.

## Sehenswürdigkeiten

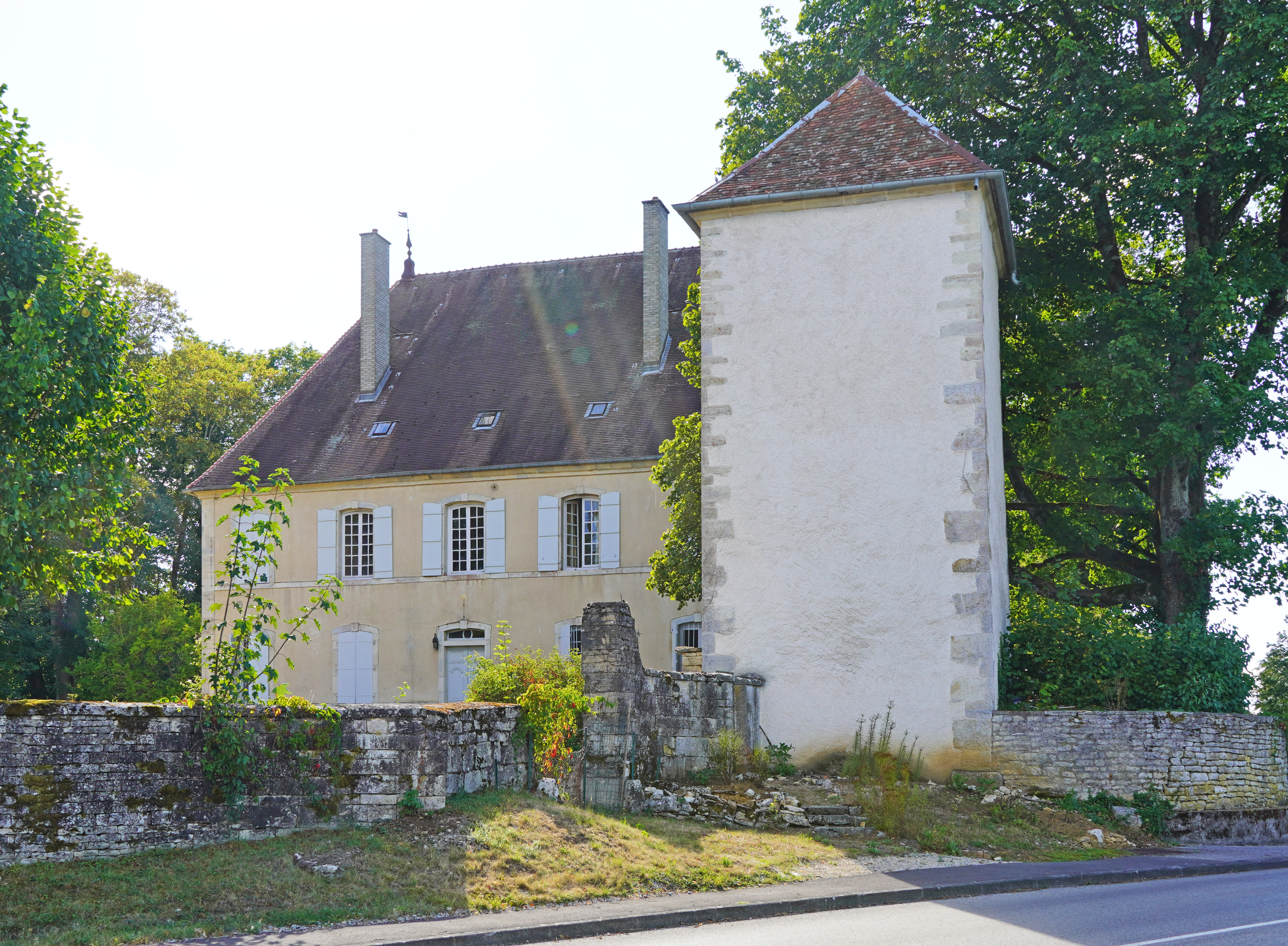
Schloss

Ursprünglich aus dem 13. Jahrhundert stammt die Kirche Saint-Denis. Sie wurde im Lauf der Zeit mehrfach verändert und umgebaut. Die heutige Bausubstanz zeigt gotische Stilformen aus dem 16. Jahrhundert. Zur reichen Kirchenausstattung gehören Holzmalereien (16. Jahrhundert), der Hauptaltar und Täfelungen aus dem 18. Jahrhundert, sowie Reliquien und ein vergoldeter Kelch (18. Jahrhundert).
Nahe der Kirche steht ein Steinkreuz (15. Jahrhundert) im burgundischen Stil. Den Eingang zum alten Ortskern markiert das Schloss aus dem 18. Jahrhundert. In Essernay befinden sich eine Kapelle und ein Calvaire aus dem 18. Jahrhundert sowie ein spätmittelalterliches Haus. Auf der Hochfläche an der Straße nach Noroy-le-Bourg steht der Dolmen Pierre-qui-Vire.

## Bevölkerung
| Jahr                       | 1962 | 1968 | 1975 | 1982 | 1990 | 1999 | 2006 | 2008 |
| Einwohner                  | 170  | 178  | 218  | 264  | 354  | 405  | 496  | 459  |
| Quellen: Cassini und INSEE |      |      |      |      |      |      |      |      |

Mit 480 Einwohnern (1. Januar 2022) gehört Colombe-lès-Vesoul zu den kleineren Gemeinden des Départements Haute-Saône. Nachdem die Einwohnerzahl in der ersten Hälfte des 20. Jahrhunderts leicht abgenommen hatte (1901 wurden noch 249 Personen gezählt), wurde seit Beginn der 1970er Jahre wieder ein deutliches Bevölkerungswachstum verzeichnet. Seither hat sich die Einwohnerzahl fast verdreifacht.

## Wirtschaft und Infrastruktur
Colombe-lès-Vesoul war bis weit ins 20. Jahrhundert hinein ein vorwiegend durch die Landwirtschaft (Ackerbau, Obstbau und Viehzucht) und die Forstwirtschaft geprägtes Dorf. Heute gibt es einige Betriebe des lokalen Kleingewerbes. In den letzten Jahrzehnten hat sich das Dorf zu einer Wohngemeinde gewandelt. Viele Erwerbstätige sind deshalb Wegpendler, die in der Agglomeration Vesoul ihrer Arbeit nachgehen.
Die Ortschaft ist verkehrstechnisch gut erschlossen. Sie liegt nahe der Hauptstraße N19, die von Vesoul nach Belfort führt. Weitere Straßenverbindungen bestehen mit Villersexel, Noroy-le-Bourg und Frotey-lès-Vesoul.